# NGC 7
NGC 7 je spirální galaxie vzdálená od nás zhruba 67 milionů světelných let v souhvězdí Sochaře. Objevil ji John Herschel v roce 1834 reflektorem o průměru 18,7 palců (47,5 cm).